# Cyclopina ensifera
Cyclopina ensifera is een eenoogkreeftjessoort uit de familie van de Cyclopinidae. De wetenschappelijke naam van de soort is voor het eerst geldig gepubliceerd in 1925 door Grandori.